# Atopotrophos fukienensis
Atopotrophos fukienensis är en stekelart som beskrevs av Chao 1958. Atopotrophos fukienensis ingår i släktet Atopotrophos och familjen brokparasitsteklar. Inga underarter finns listade.